# Albrecht von Mutius

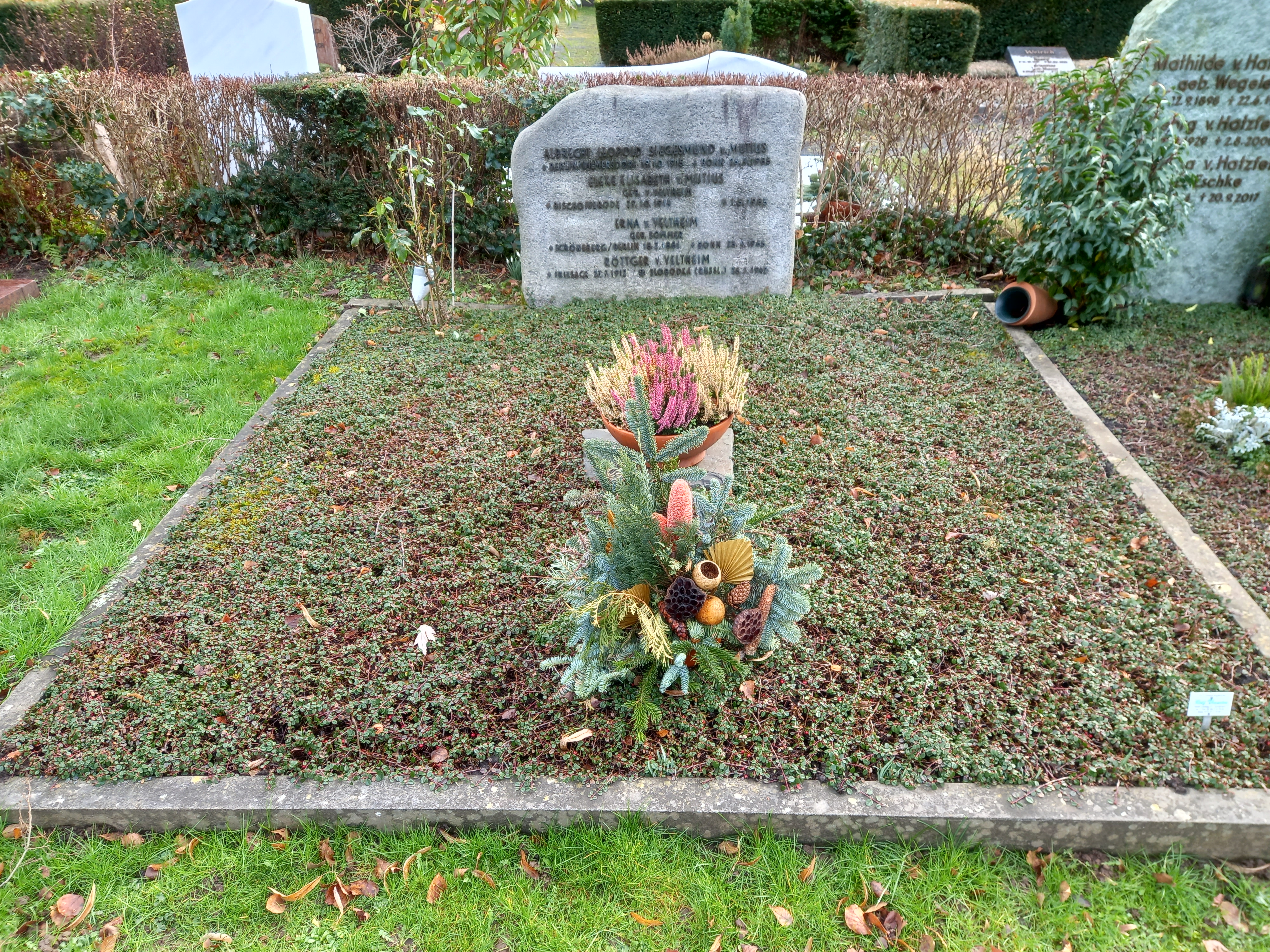
Das Grab von Albrecht von Mutius und seiner Ehefrau Eleke, geborene von Veltheim, im Familiengrab auf dem Zentralfriedhof Bad Godesberg in Bonn

Sigismund Leopold Albrecht von Mutius (* 19. Oktober 1915 in Berlin; † 26. April 1985 in Düsseldorf) war ein deutscher evangelischer Theologe.

## Leben
Albrecht von Mutius, ein Sohn des Generalleutnants Albert von Mutius und der Ingeborg von Saldern (1880–1945), Tochter des Werner von Saldern und der Elisabeth von Gerlach, diente im Zweiten Weltkrieg als Offizier. Er wurde unter anderem mit der Anerkennungsurkunde des Oberbefehlshabers des Heeres und dem Deutschen Kreuz in Gold als Hauptmann und Führer des Kradschützen-Bataillons 29 ausgezeichnet. Im Dezember 1942 wurde er zum Major befördert und bis August 1943 zur Kriegsakademie kommandiert. 1944 wurde er an der Westfront am Bein verwundet und geriet in amerikanische Kriegsgefangenschaft, aus der er im August 1947 entlassen wurde.
Von 1952 bis 1956 war er Studentenpfarrer in Heidelberg. Zudem hatte er von 1953 bis 1956 einen Lehrauftrag für Theologie an der Hochschule für Kirchenmusik Heidelberg. Danach war er in der Militärseelsorge tätig. Als Militärgeneraldekan (1965–1973) im Rang eines Majors im Generalstab war er Vertreter des Militärbischofs und leitete das Evangelische Kirchenamt für die Bundeswehr. Danach war er von 1973 bis zu seinem Tod Beauftragter der drei evangelischen Kirchen in Nordrhein-Westfalen (Evangelische Kirche im Rheinland, Evangelische Kirche von Westfalen und Lippische Landeskirche) beim Landtag und bei der Landesregierung in Düsseldorf (Evangelisches Büro). 
Außerdem war er Ordensdekan des Johanniterordens, seit 1960 dort Rechtsritter, seit 1952 Ehrenritter der Kongregation.

## Familie
Albrecht von Mutius heiratete am 23. September 1939 in Gotha Eleke von Veltheim (* 29. Oktober 1914 in Bischofferode im Eichsfeld; † 1. Mai 1983), die Tochter des preußischen Oberleutnants Burghardt von Veltheim und der Erna geb. Sommer. Das Ehepaar hatte drei Kinder.
Theodor von Mutius und Gerta Scharffenorth, geb. von Mutius, waren seine Geschwister, Albert von Mutius sein Neffe.